# 로즈 마리 (배우)
로즈 마리(Rose Marie, 1923년 8월 15일 ~ 2017년 12월 28일)는 미국의 배우이다.

## 출연 작품
- 서즈 오브 파워 (2004)
- 나는 네가 지난 13일 금요일 밤에 한 일을 알고 있다 (2000)
- 로스트 & 파운드 (1999)
- 샌드맨 (1993)
- 머피 브라운 (1988)
- 사랑의 유람선 (1977)
- 특수기동대 (1975)
- 더 영 앤 더 레스트리스 (1973)
- 제12순찰대 (1968)
- LA 현금 탈취 작전 (1966)